# 田村良平
田村 良平（たむら りょうへい、1917年10月13日 - 1995年12月16日）は、日本の政治家。自由民主党衆議院議員(7期)。板垣退助先生顕彰会創立発起人兼顧問 。元自民党参議院議員の田村公平は長男。

## 来歴・人物
高知県土佐山田町（現香美市）で、政治家・田村實、淑美の三男として生まれる。1940年早稲田大学政治経済学部卒。1947年に高知県議に初当選。5期務めた。1963年の第30回衆議院議員総選挙で吉田茂元首相の後継者として高知県全県区から立候補し当選する（当選同期に小渕恵三・橋本龍太郎・小宮山重四郎・伊東正義・田中六助・渡辺美智雄・藤尾正行・佐藤孝行・中川一郎・三原朝雄・鯨岡兵輔・西岡武夫・奥野誠亮など）。以後当選7回。自民党では藤山愛一郎→水田三喜男派に所属したが、水田の没後は田中派（木曜クラブ）に移籍。建設政務次官、衆議院地方行政委員長を務めた。1990年の第39回衆議院議員総選挙には出馬せず引退した。
1995年12月16日死去。享年78。

## 栄典
1988年、勲二等旭日重光章受章。